# Большая Серга
Большая Серга (Серго) — река в Нижегородской области России, протекает по территории Ковернинского района. Устье реки находится в 125 км по левому берегу реки Узолы. Длина реки составляет 29 км, площадь водосборного бассейна — 156 км².
Исток реки севернее деревни Павлово в 17 км к северо-востоку от Ковернина. Река течёт на юго-запад, протекает деревни Павлово, Петрово, Понурово, Заречный, Овечкино, Марково. Впадает в Узолу пятью километрами севернее Ковернина.

## Данные водного реестра
По данным государственного водного реестра России относится к Верхневолжскому бассейновому округу, водохозяйственный участок реки — Волга от Горьковского гидроузла и до устья реки Ока, речной подбассейн реки — Волга ниже Рыбинского водохранилища до впадения Оки. Речной бассейн реки — (Верхняя) Волга до Куйбышевского водохранилища (без бассейна Оки).
По данным геоинформационной системы водохозяйственного районирования территории РФ, подготовленной Федеральным агентством водных ресурсов:
- Код водного объекта в государственном водном реестре — 08010300512110000017251
- Код по гидрологической изученности (ГИ) — 110001725
- Код бассейна — 08.01.03.005
- Номер тома по ГИ — 10
- Выпуск по ГИ — 0